# 圣雷米昂布兹蒙-圣热内和伊松
圣雷米昂布兹蒙-圣热内和伊松（法語：Saint-Remy-en-Bouzemont-Saint-Genest-et-Isson，法語發音：[sɛ̃ ʁemi ɑ̃ buzmɔ̃ sɛ̃ ʒənɛ e isɔ̃]）是法国马恩省的一个市镇，位于该省东南部，属于维特里勒弗朗索瓦区。

## 地名
圣雷米昂布兹蒙-圣热内和伊松是法国境内名称最长的市镇，共有45个字符（38个字母）和8个单词。若仅按字母数排名，则其与博热-圣瓦利耶-皮埃尔瑞和基特尔（Beaujeu-Saint-Vallier-Pierrejux-et-Quitteur，43个字符 (38个字母) 和6个单词）同为法国境内名称最长市镇。

## 历史
该市镇于1836年由圣雷米昂布兹蒙（Saint-Remy-en-Bouzemont）、圣热内（Saint-Genest）和伊松（Isson）三个市镇合并而成。

## 地理
圣雷米昂布兹蒙-圣热内和伊松（48°37'47"N, 4°38'45"E）面积21.85 平方千米，位于法国大東部大區马恩省，该省份为法国东北部内陆省份，北起阿登省，西北接埃纳省，西南接塞纳-马恩省，南至奥布省，东南接上马恩省，东临默兹省。

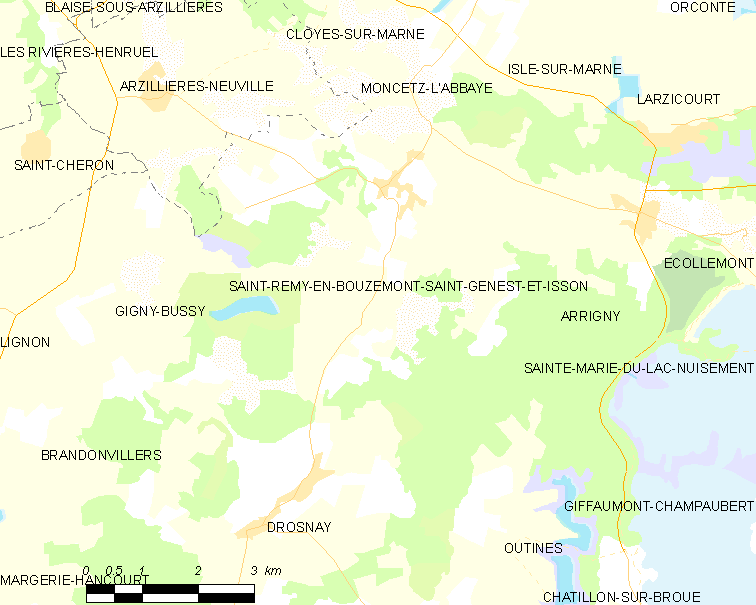
圣雷米昂布兹蒙-圣热内和伊松的OSM定位图

与圣雷米昂布兹蒙-圣热内和伊松接壤的市镇（或旧市镇、城区）包括：蒙塞拉拜、阿里尼、阿济利耶尔-讷维尔、德罗奈、日尼-比西、乌蒂讷。
圣雷米昂布兹蒙-圣热内和伊松的时区为UTC+01:00、UTC+02:00（夏令时）。

## 行政
圣雷米昂布兹蒙-圣热内和伊松的邮政编码为51290，INSEE市镇编码为51513。

## 政治
圣雷米昂布兹蒙-圣热内和伊松所属的省级选区为塞迈兹莱班县。

## 人口
圣雷米昂布兹蒙-圣热内和伊松于2022年1月1日时的人口数量为474人。

1962-2008年间圣雷米昂布兹蒙-圣热内和伊松人口变化图示